# Welkenbach (Herzogenaurach)
Welkenbach ist ein Gemeindeteil der Stadt Herzogenaurach im Landkreis Erlangen-Höchstadt (Mittelfranken, Bayern). Welkenbach liegt in der Gemarkung Hammerbach.

## Geographie
Das Dorf bildet mit dem nordwestlich gelegenen Hammerbach eine geschlossene Siedlung. Durch den Ort fließt der Welkenbach, ein rechter Zufluss der Mittleren Aurach, und es mündet der Birkenmühlbach im Ort als linker Zufluss in den Welkenbach. Der Ort ist ansonsten unmittelbar von Acker- und Grünland mit vereinzeltem Baumbestand umgeben. Im Norden wird die Flur Sandleite genannt, im Westen Kohlstatt und im Südosten Schwelgenberg. Die Staatsstraße 2263 verläuft nach Hammerbach (1,3 km nordwestlich) bzw. nach Herzogenaurach (2,7 km südöstlich).

## Geschichte
Der Ort wurde 1348 im Bamberger Urbar erstmals urkundlich erwähnt. Das Bestimmungswort des Ortsnamens ist der slawische Personenname Velek. Eine Person dieses Namens kann als Gründer der Siedlung angenommen werden. Lehnsherr war das Hochstift Bamberg, seit dem 14. Jahrhundert haben Nürnberger Patrizier grundherrschaftliche Ansprüche im Ort.
Gegen Ende des 18. Jahrhunderts gab es in Welkenbach 7 Anwesen. Das Hochgericht war geteilt. Links des Welkenbachs übte sie das brandenburg-bayreuthische Fraischvogteiamt Emskirchen-Hagenbüchach aus, rechts des Bachs das bambergische Centamt Herzogenaurach. Herzogenaurach beanspruchte aber bis 1796 die gesamte Landeshoheit. Die Dorf- und Gemeindeherrschaft hatte das Landesalmosenamt der Reichsstadt Nürnberg inne. Grundherren waren das bambergische Amt Herzogenaurach (1 Gut) und das Landesalmosenamt (2 Höfe, 4 Güter).
Von 1797 bis 1810 unterstand der Ort dem Justizamt Markt Erlbach und Kammeramt Emskirchen. Im Rahmen des Gemeindeedikts wurde Welkenbach dem 1811 gebildeten Steuerdistrikt Hammerbach und der 1818 gegründeten Ruralgemeinde Hammerbach zugeordnet.
Am 1. Januar 1972 wurde Welkenbach im Zuge der Gebietsreform in die Stadt Herzogenaurach eingegliedert.

### Baudenkmal
- Holzäckerstraße: Ortskapelle St. Otto

### Einwohnerentwicklung
| Jahr      | 001818 | 001861 | 001871 | 001885 | 001900 | 001925 | 001950 | 001961 | 001970 | 001987 | 002019 | 002023 |
| Einwohner | 73     | 99     | 82     | 89     | 96     | 101    | 131    | 138    | 161    | 178    | 350    | 363    |
| Häuser    | 10     |        |        | 17     | 19     | 18     | 19     | 22     |        | 45     |        |        |
| Quelle    | [ 9 ]  | [ 10 ] | [ 11 ] | [ 12 ] | [ 13 ] | [ 14 ] | [ 15 ] | [ 16 ] | [ 17 ] | [ 18 ] | [ 1 ]  | [ 1 ]  |

## Religion
Der Ort ist römisch-katholisch geprägt und nach St. Magdalena (Herzogenaurach) gepfarrt. Die Einwohner evangelisch-lutherischer Konfession waren ursprünglich nach St. Peter und Paul (Münchaurach) gepfarrt, seit Mitte des 20. Jahrhunderts ist die Pfarrei Herzogenaurach zuständig.